# 잰 아든
잰 아든 CM(영어: Jann Arden, 본명: Jann Arden Anne Richards, 잰 아든 앤 리처즈, 1962년 3월 27일 ~ )는 캐나다의 싱어송라이터, 배우이다. 그녀는 발라드 대표곡인 "Could I Be Your Girl"와 지금까지 커리어의 가장 큰 히트곡인 "Insensitive"로 유명하다.